# Krzysztof Ciołkiewicz
Krzysztof Janusz Ciołkiewicz (ur. 8 czerwca 1948 w Głoskowie, zm. 5 czerwca 2018) – polski samorządowiec, w latach 1998–2006 prezydent Żyrardowa, zastępca burmistrza Sochaczewa (2007–2010), od 2010 do 2014 wicestarosta powiatu żyrardowskiego.

## Życiorys
Uzyskał wykształcenie ekonomiczne w Szkole Głównej Planowania i Statystyki. W 1998 zdobył mandat radnego Rady Miasta Żyrardowa i z ramienia koalicji AWS, UW i SLD objął urząd prezydenta miasta. Cztery lata później z powodzeniem ubiegał się o reelekcję w pierwszych bezpośrednich wyborach wójtów, burmistrzów i prezydentów miast. W wyborach 2006 przegrał w II turze rywalizację o ten urząd z Andrzejem Wilkiem z Platformy Obywatelskiej. W styczniu 2007 objął funkcję zastępcy burmistrza Sochaczewa. W 2010 został radnym powiatu żyrardowskiego, następnie zaś jego wicestarostą. Pełnił tę funkcję do 2014. Zginął 5 czerwca 2018 w wypadku drogowym.
W 2005, za zasługi w działalności na rzecz społeczności lokalnej, został odznaczony przez prezydenta RP Złotym Krzyżem Zasługi.